# Simón de Rentería
Simón Antonio de Rentería Reyes (Santoña, 8 de septiembre de 1762-Santiago de Compostela, 1825) fue un eclesiástico español, abad mitrado de Villafranca del Bierzo, obispo de Lérida y arzobispo de Santiago de Compostela.

## Biografía
Nació en Santoña (Cantabria) el 8 de septiembre de 1762 y fue bautizado al día siguiente. Estudió en la Universidad de Oñate (Álava) donde ejerció de profesor de leyes y rector. Presbítero desde 1786, fue canónigo, chantre y abad, durante 24 años, de la colegiata de Villafranca del Bierzo, “nullius diócesis”. Finalmente, recibió el episcopado en 1819.
Tras aprender las primeras letras en su localidad natal y seguir en ella los cursos de Gramática y Latinidad, todos sus estudios los realizó en la Universidad de Oñate, en la que se doctoraría en Leyes y Sagrados Cánones, materias de las que sería ulteriormente catedrático, ocupando luego y por poco tiempo el cargo de rector de la misma alma mater. De ella se trasladaría en los inicios del siglo XIX a la Colegiata de Villafranca del Bierzo para posesionarse de una de sus pingües canonjías y de la que llegaría a ser, tiempo adelante, su laborioso abad. 
Tradujo del francés la controvertida obra del abate francés Agustín Barruel Mémoires pour servir à l'histoire du Jacobinisme, que se dio a conocer en España con el extenso título de Compendio de las memorias para servir a la historia del Jacobinismo por Mr. El Abate Barruel, traducido del francés al castellano para dar a conocer a la nación española la conspiración de los filósofos, francmasones e iluminados contra la religión, el trono y la sociedad (Villafranca del Bierzo, 2 vols., 1812). Esta obra, según la mayoría de expertos que han trabajado para demostrar la autenticidad de las fuentes, en la actualidad está tildada de falsa, gozando de la misma dudosa credibilidad de otros textos antisemitas promovidos por los dogmas y los absolutismos. 'Por el muy Ilustre Señor don Simón de Rentería y Reyes, abad de la Insigne Iglesia Colegial de Villafranca del Bierzo y de su territorio abacial. Por Pablo Miñón, Impresor de la provincia de León y del sexto Ejército, 1812'. También tradujo la obra Filosofía de la religión contra los sistemas de los impíos, dirigida a la instrucción de la juventud estudiosa para preservarla de la impiedad (Santiago de Compostela, 1815). 
Fernando VII le designó en marzo de 1819 para la silla ilerdense. De carácter enérgico, inflexible, luchó contra las reformas que los sucesivos gobiernos querían implantar en los seminarios y las iglesias, una vez restablecido su odiado régimen constitucional. Su actitud representaba el inmovilismo eclesial español de principios del siglo XIX. 
El comandante Rafael del Riego – que había estado en Lérida – el día 1 de enero de 1820, en Cabezas de San Juan (Sevilla) proclamó la Constitución de Cádiz (1812). No la aceptó todo el mundo. Rentería fue uno de los opositores. Se opuso a una larga lista de disposiciones gubernamentales liberales de clara y abusiva intromisión en la vida interna y externa de la Iglesia española. Sus escritos pro ecclesia et patria, enviados a Su Majestad, las Cortes y al Gobierno, concretamente a los titulares de las carteras de Gracia y Justicia y Hacienda, fueron muestra de su descontento con el sistema liberal. Estos escritos fueron recopilados por el obispo Colección de los oficios y representaciones que desde el año 1820 ha dirigido el Obispo de Lérida al Gobierno y Cortes llamadas constitucionales contra sus decretos en materias eclesiásticas, y publica para la instrucción del clero y pueblo de su diócesis.
Esto le valió persecuciones y destierros durante el Trienio Liberal mientras ocupaba la sede episcopal de Lérida de donde fue expulsado en 1823. De allí pasó a Barcelona, Tarragona y Málaga y finalmente fue desterrado a Tortosa.
Cuando el rey Fernando VII volvió al trono en 1823 lo repuso en su plaza catalana y le concedió la gran cruz de la Orden de Carlos III, con la aprobación del papa. Asimismo, y ubicado ya en la sede primacial toledana el otro gran símbolo episcopal de la resistencia contra el doceañismo, Pedro de Inguanzo y Rivero, lo nombraría arzobispo de Santiago en los primeros meses de 1824. 
Su repentina muerte impediría, sin embargo, que llegase a tomar posesión efectiva de la silla compostelana, puesto que durante el viaje hacia la nueva ciudad el Obispo Rentería murió en Madrid, el 4 de octubre de 1825. Fue enterrado en el monasterio de monjas agustinas de la Encarnación, en Madrid.
Hasta su muerte, siempre tuvo presente a su villa natal. Tal es así, que en su testamento dejó como donación parte de sus bienes para que fuera contratado un profesor de latinidad para impartir clases entre jóvenes santoñeses.
La villa de Santoña le dedicó una calle que comienza en la Plaza de la Villa, ubicación del antiguo Ayuntamiento, y llega hasta el Pasaje, atravesando la plaza de la villa.